# Seven Femenino de España 2022 (Málaga)
El Seven Femenino de España de 2022 fue el tercer torneo de la Serie Mundial Femenina de Rugby 7 2021-22.
Se disputó entre el 21 y 23 de enero de 2022 en el Estadio Ciudad de Málaga en Málaga, España.

## Formato
Se dividieron en tres grupos de cuatro equipos, cada grupo se resolvió con el sistema de todos contra todos a una sola ronda; la victoria otorgó 3 puntos, el empate 2 y la derrota 1 punto.
Los dos equipos con más puntos en cada grupo avanzaron a cuartos de final de la Copa, sumado a los dos mejores segundos.

## Equipos participantes
| - Australia - Bélgica - Brasil - Canadá - España - Estados Unidos | - Fiyi - Francia - Inglaterra - Irlanda - Polonia - Rusia |

## Fase de grupos
|  | Avanzan a cuartos de final. |

### Grupo A
| Pos | Países    | Partidos | Partidos | Partidos | Tantos | Tantos | Tantos | Pts |
| Pos | Países    | G        | E        | P        | PF     | PC     | DP     | Pts |
| --- | --------- | -------- | -------- | -------- | ------ | ------ | ------ | --- |
| 1   | Australia | 3        | 0        | 0        | 77     | 17     | +60    | 9   |
| 2   | Irlanda   | 2        | 0        | 1        | 62     | 34     | +28    | 7   |
| 3   | España    | 1        | 0        | 2        | 31     | 60     | –29    | 5   |
| 4   | Bélgica   | 0        | 0        | 3        | 36     | 95     | –59    | 3   |

| 21 de enero | España | 5 - 21 | Irlanda |  |  |

| 21 de enero | Australia | 40 - 5 | Bélgica |  |  |

| 21 de enero | España | 26 - 19 | Bélgica |  |  |

| 21 de enero | Australia | 17 - 12 | Irlanda |  |  |

| 22 de enero | Irlanda | 29 - 12 | Bélgica |  |  |

| 22 de enero | Australia | 20 - 0 | España |  |  |

### Grupo B
| Pos | Países         | Partidos | Partidos | Partidos | Tantos | Tantos | Tantos | Pts |
| Pos | Países         | G        | E        | P        | PF     | PC     | DP     | Pts |
| --- | -------------- | -------- | -------- | -------- | ------ | ------ | ------ | --- |
| 1   | Estados Unidos | 3        | 0        | 0        | 53     | 14     | +39    | 9   |
| 2   | Polonia        | 2        | 0        | 1        | 24     | 45     | –21    | 7   |
| 3   | Canadá         | 1        | 0        | 2        | 21     | 39     | –18    | 5   |
| 4   | Fiyi           | 0        | 0        | 0        | 0      | 0      | 0      | 3   |

| 21 de enero | Estados Unidos | 22 - 7 | Canadá |  |  |

| 21 de enero | Fiyi | 0 - 0 | Polonia |  |  |

| 21 de enero | Estados Unidos | 31 - 7 | Polonia |  |  |

| 21 de enero | Fiyi | 0 - 0 | Canadá |  |  |

| 22 de enero | Canadá | 14 - 17 | Polonia |  |  |

| 22 de enero | Fiyi | 0 - 0 | Estados Unidos |  |  |

### Grupo C
| Pos | Países     | Partidos | Partidos | Partidos | Tantos | Tantos | Tantos | Pts |
| Pos | Países     | G        | E        | P        | PF     | PC     | DP     | Pts |
| --- | ---------- | -------- | -------- | -------- | ------ | ------ | ------ | --- |
| 1   | Francia    | 3        | 0        | 0        | 83     | 24     | +59    | 9   |
| 2   | Rusia      | 2        | 0        | 1        | 39     | 41     | –2     | 7   |
| 3   | Inglaterra | 1        | 0        | 2        | 55     | 67     | –12    | 5   |
| 4   | Brasil     | 0        | 0        | 3        | 27     | 72     | –45    | 3   |

| 21 de enero | Rusia | 15 - 10 | Brasil |  |  |

| 21 de enero | Francia | 33 - 16 | Inglaterra |  |  |

| 21 de enero | Rusia | 24 - 14 | Inglaterra |  |  |

| 21 de enero | Francia | 33 - 7 | Brasil |  |  |

| 22 de enero | Brasil | 10 - 24 | Inglaterra |  |  |

| 22 de enero | Francia | 17 - 0 | Rusia |  |  |

## Fase final

### Definición 9° puesto
|  | Semifinal | Semifinal | Semifinal |        |         | 9° puesto  | 9° puesto  | 9° puesto  |  |
|  |           |           |           |        |         |            |            |            |  |
|  |           |           |           |        |         |            |            |            |  |
|  | Brasil    | Brasil    | 12        |        |         |            |            |            |  |
|  | Brasil    | Brasil    | 12        |        |         |            |            |            |  |
|  | Bélgica   | Bélgica   | 17        |        |         |            |            |            |  |
|  | Bélgica   | Bélgica   | 17        |        | Bélgica | Bélgica    | 5          |            |  |
|  |           |           |           |        | Bélgica | Bélgica    | 5          |            |  |
|  |           |           | España    | España | 17      |            |            |            |  |
|  | España    | España    | España    | España | 17      | 0          |            |            |  |
|  | España    | España    |           |        |         | 0          |            |            |  |
|  | Fiyi      | Fiyi      | 0         |        |         | 11° puesto | 11° puesto | 11° puesto |  |
|  | Fiyi      | Fiyi      | 0         |        |         | 11° puesto | 11° puesto | 11° puesto |  |
|  |           |           |           |        |         |            |            |            |  |
|  |           |           |           |        |         | Brasil     | Brasil     | 0          |  |
|  |           |           |           |        |         | Brasil     | Brasil     | 0          |  |
|  |           |           |           |        |         | Fiyi       | Fiyi       | 0          |  |
|  |           |           |           |        |         | Fiyi       | Fiyi       | 0          |  |
|  |           |           |           |        |         |            |            |            |  |

### Definición 5° puesto
|  | Semifinal  | Semifinal  | Semifinal |        |         | 5° puesto  | 5° puesto  | 5° puesto |  |
|  |            |            |           |        |         |            |            |           |  |
|  |            |            |           |        |         |            |            |           |  |
|  | Inglaterra | Inglaterra | 7         |        |         |            |            |           |  |
|  | Inglaterra | Inglaterra | 7         |        |         |            |            |           |  |
|  | Irlanda    | Irlanda    | 38        |        |         |            |            |           |  |
|  | Irlanda    | Irlanda    | 38        |        | Irlanda | Irlanda    | 26         |           |  |
|  |            |            |           |        | Irlanda | Irlanda    | 26         |           |  |
|  |            |            | Canadá    | Canadá | 5       |            |            |           |  |
|  | Polonia    | Polonia    | Canadá    | Canadá | 5       | 7          |            |           |  |
|  | Polonia    | Polonia    |           |        |         | 7          |            |           |  |
|  | Canadá     | Canadá     | 26        |        |         | 7° puesto  | 7° puesto  | 7° puesto |  |
|  | Canadá     | Canadá     | 26        |        |         | 7° puesto  | 7° puesto  | 7° puesto |  |
|  |            |            |           |        |         |            |            |           |  |
|  |            |            |           |        |         | Inglaterra | Inglaterra | 22        |  |
|  |            |            |           |        |         | Inglaterra | Inglaterra | 22        |  |
|  |            |            |           |        |         | Polonia    | Polonia    | 10        |  |
|  |            |            |           |        |         | Polonia    | Polonia    | 10        |  |
|  |            |            |           |        |         |            |            |           |  |

### Copa de oro
|  | Cuartos de final | Cuartos de final | Cuartos de final |           |                | Semifinales    | Semifinales | Semifinales |         |                | Copa           | Copa         | Copa |  |
|  |                  |                  |                  |           |                |                |             |             |         |                |                |              |      |  |
|  |                  |                  |                  |           |                |                |             |             |         |                |                |              |      |  |
|  | Estados Unidos   | Estados Unidos   | 22               |           |                |                |             |             |         |                |                |              |      |  |
|  | Estados Unidos   | Estados Unidos   | 22               |           |                |                |             |             |         |                |                |              |      |  |
|  | Inglaterra       | Inglaterra       | 17               |           |                |                |             |             |         |                |                |              |      |  |
|  | Inglaterra       | Inglaterra       | 17               |           | Estados Unidos | Estados Unidos | 14          |             |         |                |                |              |      |  |
|  |                  |                  |                  |           | Estados Unidos | Estados Unidos | 14          |             |         |                |                |              |      |  |
|  |                  |                  | Francia          | Francia   | 10             |                |             |             |         |                |                |              |      |  |
|  | Francia          | Francia          | Francia          | Francia   | 10             | 33             |             |             |         |                |                |              |      |  |
|  | Francia          | Francia          |                  |           |                |                |             |             |         |                |                |              |      |  |
|  | Irlanda          | Irlanda          | 5                |           |                |                |             |             |         |                |                |              |      |  |
|  | Irlanda          | Irlanda          | 5                |           |                |                |             |             |         | Estados Unidos | Estados Unidos | 35           |      |  |
|  |                  |                  |                  |           |                |                |             |             |         | Estados Unidos | Estados Unidos | 35           |      |  |
|  |                  |                  | Rusia            | Rusia     | 10             |                |             |             |         |                |                |              |      |  |
|  | Polonia          | Polonia          | Rusia            | Rusia     | 10             | 5              |             |             |         |                |                |              |      |  |
|  | Polonia          | Polonia          |                  |           |                |                |             |             |         |                |                |              |      |  |
|  | Rusia            | Rusia            | 26               |           |                |                |             |             |         |                |                |              |      |  |
|  | Rusia            | Rusia            | 26               |           | Rusia          | Rusia          | 29          |             |         | Tercer lugar   | Tercer lugar   | Tercer lugar |      |  |
|  |                  |                  |                  |           | Rusia          | Rusia          | 29          |             |         | Tercer lugar   | Tercer lugar   | Tercer lugar |      |  |
|  |                  |                  | Australia        | Australia | 26             |                |             |             |         |                |                |              |      |  |
|  | Australia        | Australia        | Australia        | Australia | 26             | 33             |             |             | Francia | Francia        | 7              |              |      |  |
|  | Australia        | Australia        |                  |           |                |                |             |             | Francia | Francia        | 7              |              |      |  |
|  | Canadá           | Canadá           | 10               |           |                |                |             |             |         |                | Australia      | Australia    | 33   |  |
|  | Canadá           | Canadá           | 10               |           |                |                |             |             |         |                | Australia      | Australia    | 33   |  |
|  |                  |                  |                  |           |                |                |             |             |         |                |                |              |      |  |

| Bandera de Estados Unidos |
| Campeón Estados Unidos    |
| 1º título del circuito    |